# Monti dei Cardamomi
I Monti Krâvanh, o letteralmente «Monti dei Cardamomi» (scrittura regolare khmer: , Chuor Phnom Krâvanh; thai: เขาบรรทัด, Khao Banthat), sono una catena montuosa situata nella regione sud-occidentale della Cambogia, nei pressi del confine con la Thailandia. La loro altitudine più elevata sono i 1813 metri del Phnom Aural, nei pressi di Pursat, la vetta più alta della Cambogia.
La catena montuosa si estende lungo un asse sudest-nordovest e si prolunga a sudest nei monti Dâmrei e a nordovest, in territorio thailandese provincia di Chanthaburi, nei Monti Soi Dao (Khao Soi Dao). Il confine meridionale dei Cardamomi è situato nella provincia di Koh Kong, mentre quello settentrionale è nel distretto di Veal Veang, nella provincia di Pursat.
Queste colline costituivano una delle ultime roccaforti dei Khmer rossi e per questo motivo sono state a lungo inaccessibili. L'inaccessibilità delle colline, comunque, ha permesso di preservare l'area; questi monti costituiscono attualmente un'ecoregione minacciata. Su questi monti si trovano molti «siti di giare», situati un po' ovunque. Le giare sono una caratteristica unica di questi monti. Sono alte 60 cm e contengono le ossa di cambogiani defunti. Le leggende locali affermano che queste ossa siano i resti di reali cambogiani.

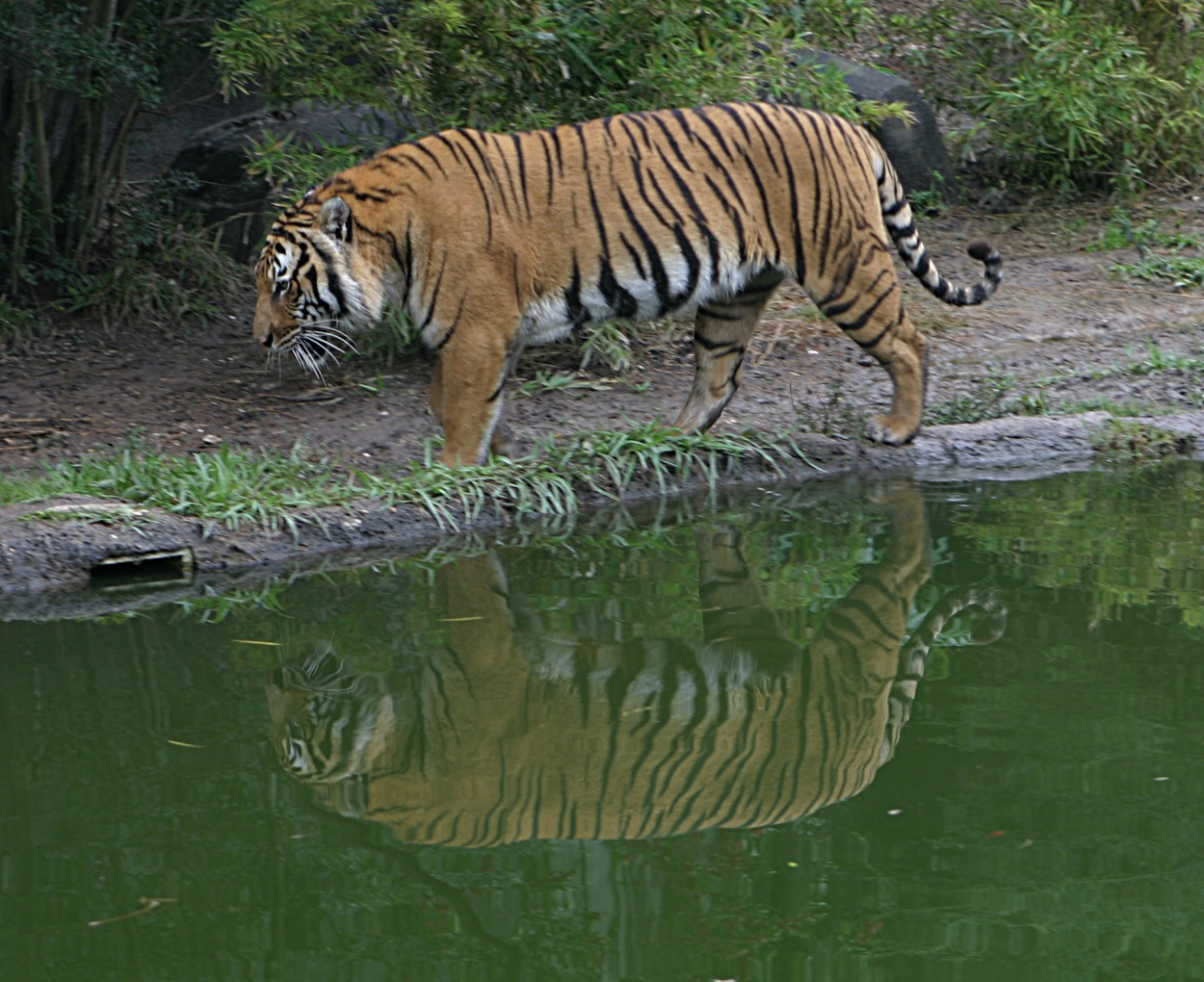
Tigre indocinese

La catena montuosa è la dimora di quattordici specie di mammiferi a rischio e minacciati, compreso l'elefante asiatico, la tigre indocinese, l'orso del sole malese, il gibbone pileato, il delfino dell'Irrawaddy, quello gibboso e metà delle specie avicole della Cambogia. È uno dei pochi luoghi della Terra dove si può incontrare il coccodrillo siamese e l'unico rifugio rimasto della Cambogia dove sopravvive la quasi estinta Batagur baska, o «tartaruga reale».
Recentemente, nel maggio 2011, è stata scoperta dall'erpetologo Neang Thy di Fauna e Flora International una nuova specie di lucertola cieca e senza zampe nominata Dibamus dalaiensis.
Le popolazioni umane che vivono sulla catena dei Monti dei Cardamomi sono estremamente povere e minacciano la diversità biologica della regione abbattendo gli alberi per impadronirsi del legname, cacciando di frodo e incendiando le foreste per effettuare un'agricoltura taglia e brucia. Tra le organizzazioni internazionali che lavorano in quest'area ricordiamo Wildlife Alliance, Conservation International, Fauna and Flora International e WWF.